# Bezirksamt Zusmarshausen
| Basisdaten         | Basisdaten          |
| ------------------ | ------------------- |
| Regierungsbezirk   | Schwaben            |
| Verwaltungssitz    | Zusmarshausen       |
| Fläche             | 321 km² (1910)      |
| Einwohner          | 16.872 (1910)       |
| Bevölkerungsdichte | 53 Einw./km² (1910) |

Das Bezirksamt Zusmarshausen war von 1862 bis 1929 ein Verwaltungsbezirk im bayerischen Regierungsbezirk Schwaben. Die bayerischen Bezirksämter waren als untere staatliche Verwaltungsbehörden hinsichtlich ihrer Funktion und Größe vergleichbar mit einem Landkreis.
Das Gebiet des Bezirksamtes entsprach ungefähr dem Gebiet der heutigen Gemeinden Adelsried, Altenmünster, Bonstetten, Dinkelscherben, Horgau, Kutzenhausen, Ustersbach, Welden, Zusmarshausen und dem nördlichen Teil der Gemeinde Fischach (alle: Landkreis Augsburg) sowie dem nordöstlichen Teil der Gemeinde Ziemetshausen (Landkreis Günzburg).

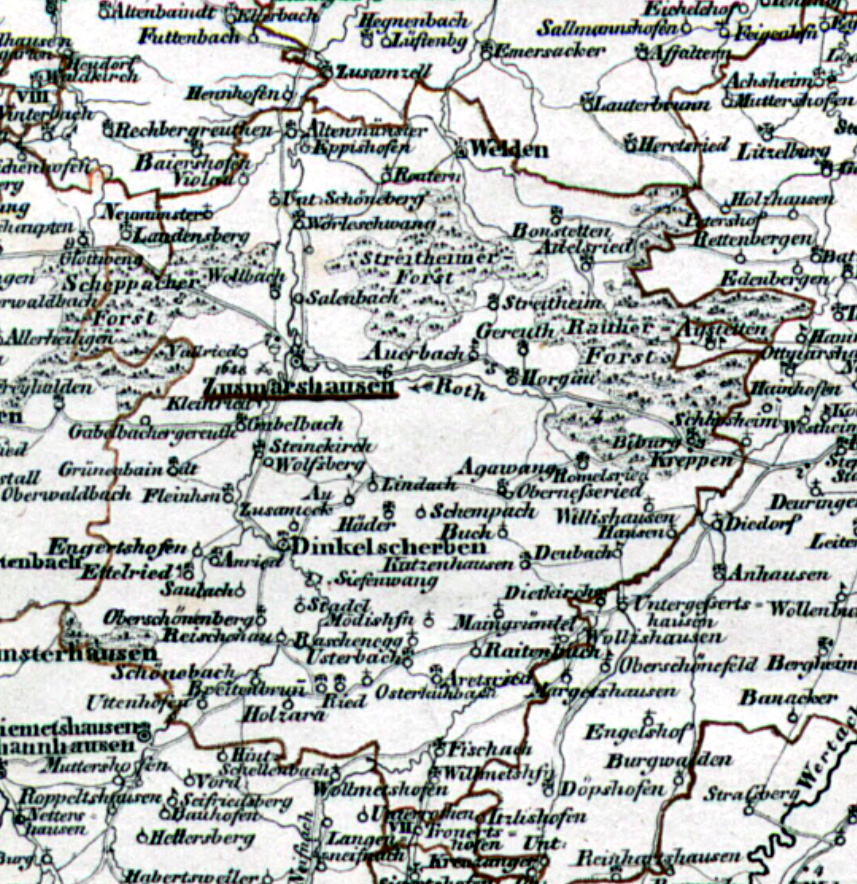
Der Landgerichtsbezirk Zusmarshausen im Jahr 1838 aus dem das Bezirksamt 1862 gebildet wurde

Im Norden grenzte das Bezirksamt Zusmarshausen an das Bezirksamt Dillingen, im Nordosten an das Bezirksamt Wertingen, im Osten an das Bezirksamt Augsburg, im Süden an das Bezirksamt Schwabmünchen, im Südwesten an das Bezirksamt Krumbach und im Westen an das Bezirksamt Günzburg.

## Geschichte
Das Bezirksamt Zusmarshausen wurde im Rahmen der bayerischen Verwaltungsreform von 1862 gebildet. Der Sitz des Bezirksamts war in Zusmarshausen, das heute zum Landkreis Augsburg gehört.
Am 1. Oktober 1865 wechselten Gemeinden des Bezirksamtes Zusmarshausen in das Bezirksamt Dillingen an der Donau.
Am 1. Oktober 1929 wurde das Bezirksamt aufgelöst. Seine Gemeinden wurden anschließend den Bezirksämtern Augsburg und Wertingen zugeordnet. Heute gehört fast das ganze Gebiet des ehemaligen Bezirksamtes zum Landkreis Augsburg. Nur die beiden Orte Schönebach und Uttenhofen kamen durch die Gebietsreform im Jahr 1972 zum Landkreis Günzburg.

## Einwohnerentwicklung

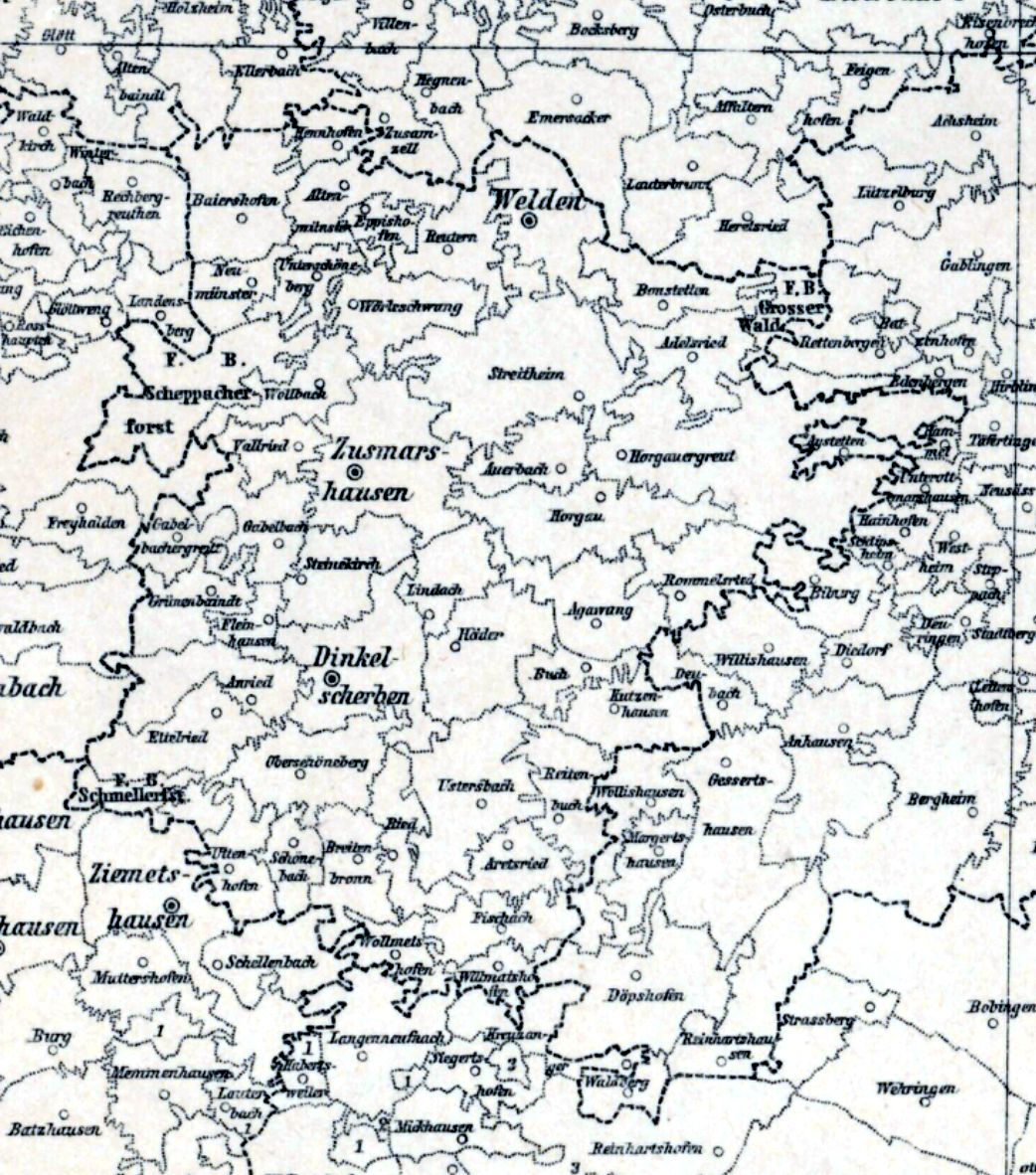
Bezirksamt Zusmarshausen im Jahr 1892, Gemeindegrenzenkarte

| Jahr      | 1880   | 1890   | 1900   | 1910   | 1925   |
| --------- | ------ | ------ | ------ | ------ | ------ |
| Einwohner | 15.768 | 15.787 | 15.806 | 16.872 | 16.976 |

## Gemeinden
Gemeinden des Bezirksamts Zusmarshausen mit mehr als 700 Einwohnern (Stand 1910):
| Gemeinde       | Einwohner |
| -------------- | --------- |
| Dinkelscherben | 1.043     |
| Fischach       | 743       |
| Welden         | 830       |
| Zusmarshausen  | 1.152     |

Folgende Gemeinden des Bezirksamtes Zusmarshausen wurden nach dessen Auflösung dem Bezirksamt Augsburg zugeordnet:
 Adelsried, Agawang, Anried, Aretsried, Auerbach, Bonstetten, Breitenbronn, Buch, Dinkelscherben, Ettelried, Fischach, Fleinhausen, Gabelbach, Gabelbachergreut, Grünenbaindt, Häder, Horgau, Horgauergreut, Kutzenhausen, Lindach, Oberschöneberg, Reitenbuch, Reutern, Ried, Rommelsried, Schönebach, Steinekirch, Streitheim, Ustersbach, Uttenhofen, Vallried, Welden, Willmatshofen, Wollbach, Wollmetshofen und Zusmarshausen;
Folgende Gemeinden des Bezirksamtes Zusmarshausen wurden nach dessen Auflösung dem Bezirksamt Wertingen zugeordnet:
 Altenmünster, Baiershofen, Eppishofen, Hennhofen, Neumünster, Unterschöneberg und Wörleschwang;